# Nerius terebrans
Nerius terebrans är en tvåvingeart som beskrevs av Willi Hennig 1937. Nerius terebrans ingår i släktet Nerius och familjen Neriidae. Inga underarter finns listade i Catalogue of Life.